# Галле (Бельгія)
Га́лле (нід. Halle, МФА: [ˈɦɑlə] ; фр. Hal) — місто та однойменна комуна в Бельгії, в окрузі Галле-Вілворде провінції Фламандський Брабант.

## Походження назви
Топонім «Галле» походить від германського слова halha, що означає «нагір'я, що вигинається». Вперше місто згадується у 1152 році під назвою Галленсіс (Hallensis), ще в історії зафіксовані пізніші назви Halen, Hau та Hault. У книжці середньовічного іспанського письменника Алонзо Васкеса «Los sucesos de Flandes y Francia, del tiempo de Alejandro Farnese» 1614 року місто називається Halla та Hao. В італійських історичних джерелах назва передається як Hala.
Французькою назва міста звучить як «Ал» (фр. Hal).

## Географія
Комуна Галле — одна з найпівденніших у Фландрії. Вона розташована за 19 км на південний захід від Брюсселя, на фламандському боці мовного кордону, що розділяє Фландрію та Валлонію. Галле — найпівденніше місто з офіційною нідерландською мовою.
До складу комуни, окрім міста Галле, входять також міста Бейзінген та Лембек, а також селища Бредгаут, Ессенбек, Сінт-Рохус та Гондзохт.
Комуна межує з фламандськими комунами Пепінген (на північному заході), Сінт-Пітерс-Леув (на півночі), Берсель (на північному сході) та з валлонськими комунами Брейн-л'Алльо (на південному сході), Брейн-ле-Шато (на півдні) і Тюбіз (на південному заході).
По території комуни протікає канал Брюссель-Шарлеруа. Комуна розташована між родючими фламандськими рівнинами (з півночі) та горбистими землями Брабанту (на півдні). На заході Галле межує з областю Пайоттенланд.
На схід від міста Галле простягається Галлебос — ліс Галле — останок первісних лісів, що в римські часи вкривали територію від Сенни до Мааса.

## Історія

### АнтичністьтаСередньовіччя

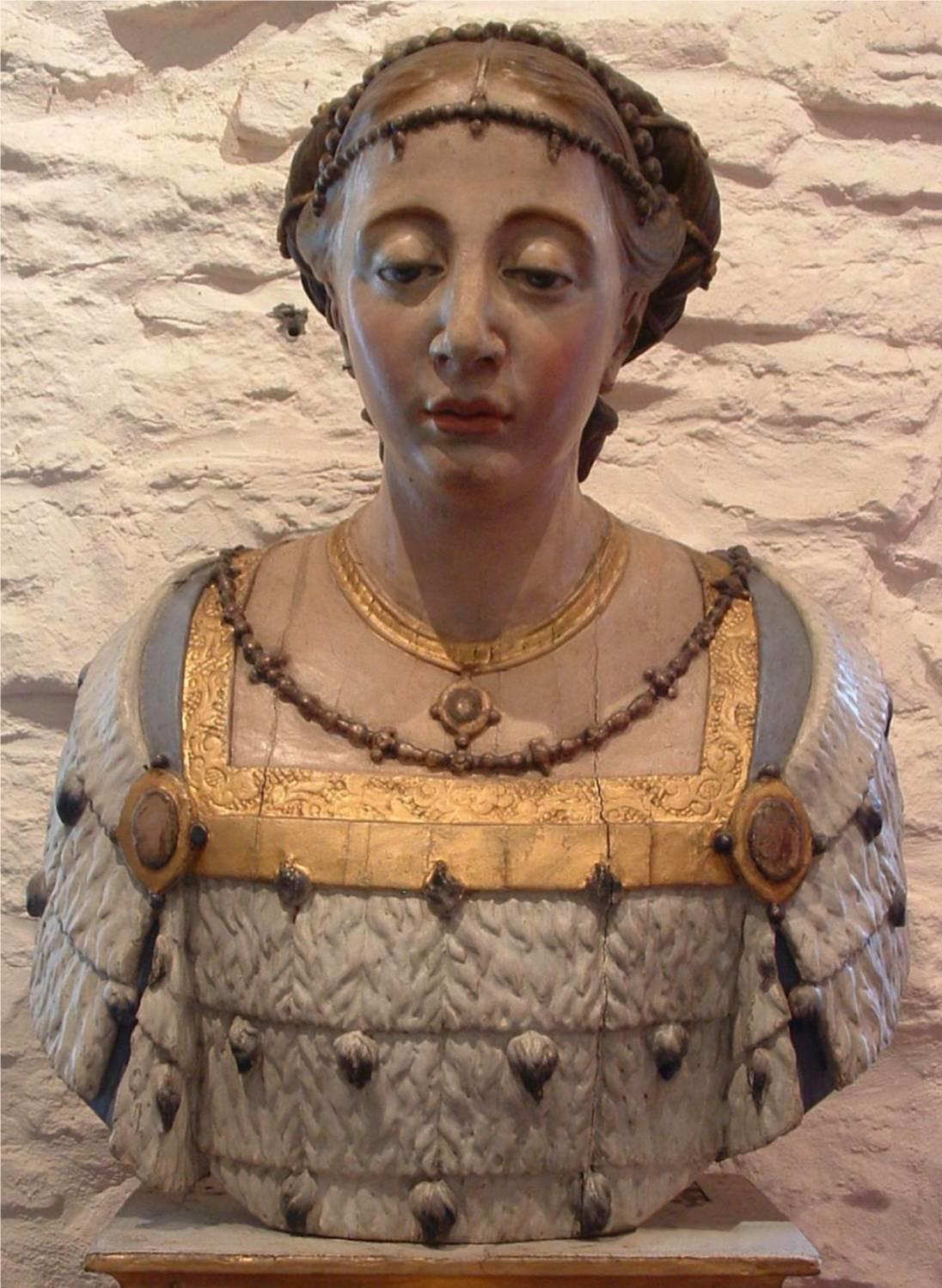
Свята Вальдетруда

Перші свідчення про те, що на території Галле мешкали люди, відносяться до Залізної доби.
До завоювання римлянами території, де знаходиться сучасна Бельгія, у цьому регіоні жили племена нервіїв, які були або германізованими кельтами, або германцями, що зазнали кельтського впливу.
У 686 році свята Вальдетруда, донька важливого меровінгського діяча, передала частину успадкованих нею земель навколо Галле капітулу абатства, яке вона незадовго перед цим заснувала у місті Монс. З тих часів і до Французької революції землі навколо Галле у тій чи іншій мірі належали графству Ено, герцогству Бургундія та Габсбургам. Близько 727 року Губерт, архієпископ Тонгерена, заснував тут церкву, присвячену Святій Діві Марії.

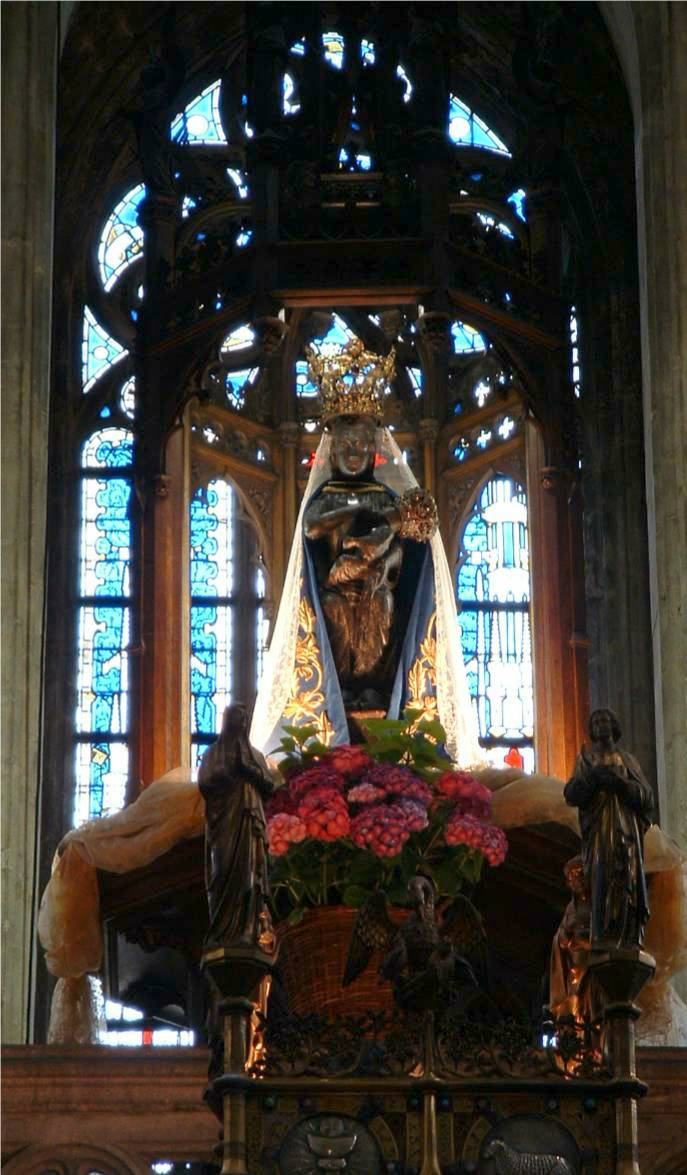
Чорна Мадонна з Галле

У 1225 році Жанна, графиня Фландрії та Ено, надала Галле свободу та привілеї, що зумовило швидкий розвиток та зростання міста. У 1267 році в Галле привезли чудотворну статую Діви Марії, яка була весільним подарунком Жану II, графу Голландії та Ено, від матері, Алейди Голландської. Ця чудотворна статуя привертала увагу багатьох прочан, серед яких були навіть англійський король Едуард I Довгоногий та імператор Священної Римської імперії Людовик IV Баварський; як наслідок цього, місто стало стратегічно важливим пунктом на кордоні Ено та Брабанта. Першу каплицю на честь Діви Марії звели у 1286 році, пізніше, щоб умістити всіх шанувальників Діви Марії, потрібна була більша церква, і в XV ст. зведено Собор Святого Мартіна, який існує і дотепер. У 1404 році у Галле помер Філіп II Сміливий, герцог Бургундський, і цей трагічний випадок виявився щасливим для міста — відтоді всі наступні герцоги Бургундські мали відвідати Галле. У 1460 році французький король Людовик XI Розсудливий навіть вирішив поховати у місцевій церкві свого мертвонародженого сина Йоахіма.

### Доба ВідродженнятаНовий час

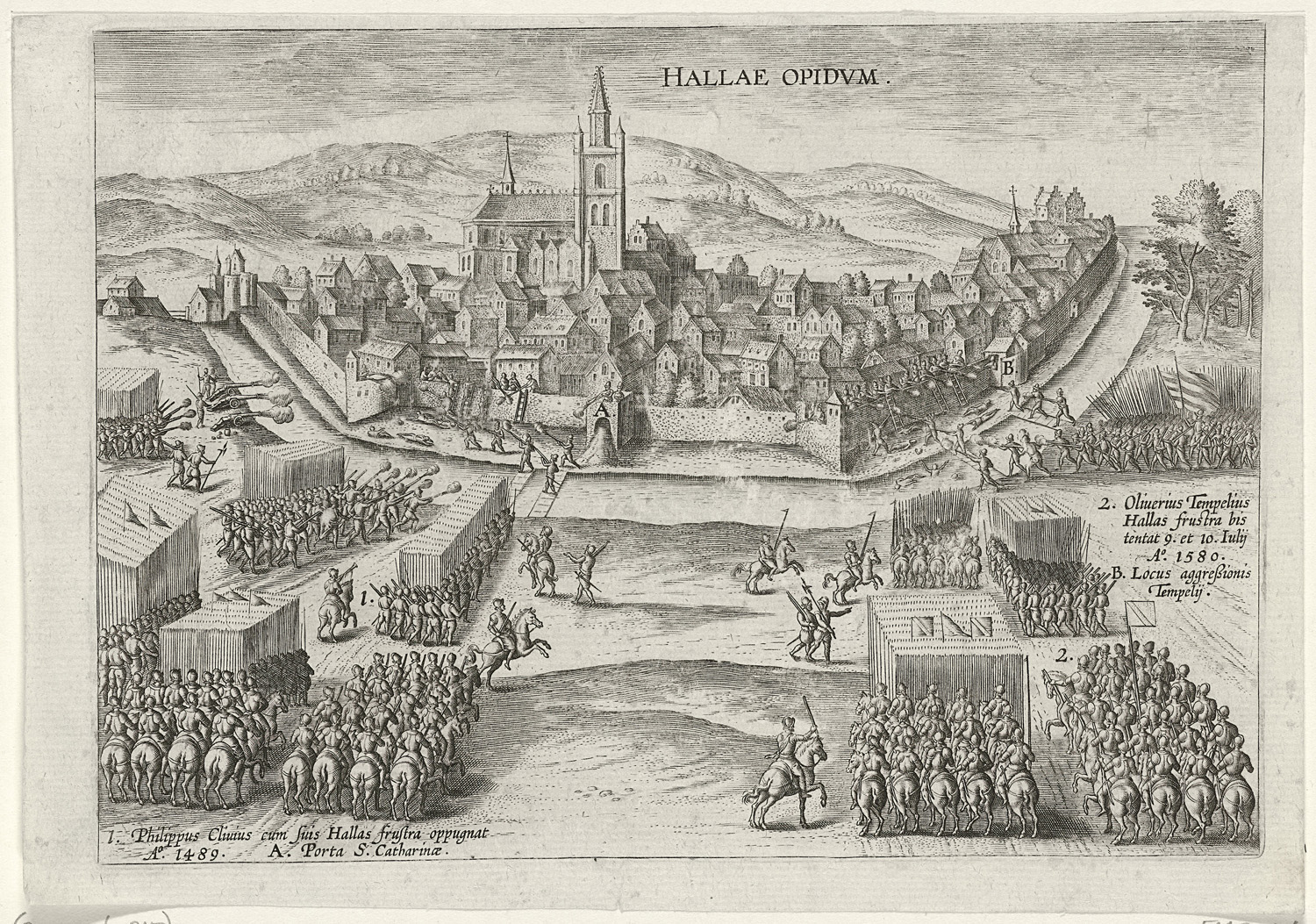
Облога Галле у 1580 році

Після смерті Марії Бургундської Фландрія та Брабант повстали проти її чоловіка Максиміліана, в той час як Ено і, зокрема, Галле, залишилися лояльними до імператора. У 1489 році армія Брюсселя зробила дві невдалі спроби завоювати Галле.
У XVI ст. Брюссель та Галле знову воювали один з одним, цього разу з релігійних причин: кальвіністський Брабант бажав заволодіти католицьким Ено. У 1580 році армія Брюсселя під командуванням Олів'є ван Тимпеля зробила дві спроби, що виявилися невдалими. Постійні, протягом століття, невдалі облоги призвели до посилення шанування чудотворної статуї з Галле, яка на думку мешканців, захищала місто.
13 липня 1598 року ерцгерцог Альбрехт VII Австрійський відвідав Галле перед весіллям з інфантою Ізабеллою Кларою Євгенією. Пізніше, за допомогою Альбрехта та Ізабелли, які стали співправителями Іспанських Нідерландів, у 1621 році в місті з'явилися єзуїти, які заснували тут свої навчальні заклади.
У 1648 році король Філіп IV узяв позику у герцога Аренберга під заставу Галле та двох третин Галлебосу. Філіп не зміг повернути гроші, тому в 1655 році землі Галле та дві третини лісу відійшли у власність Аренбергів. Третя третина лісу належала капітулу святої Вальдетруди, через що довгий час точилися сварки між двома власниками, аж доки в 1779 році у лісі не встановили 24 пірамідальні межові знаки, на одній стороні яких було написано «належить святій Вальдетруді», на іншій — «належить Аренбергам». До XXI ст. збереглося 19 таких знаків.
Війни Людовіка XIV наприкінці XVII ст. призвели до важких утрат та занепаду міста, проте вже у XVIII ст. почалося відродження релігійного та економічного життя. Французька Революція, як і всюди, призвела до зменшення впливу релігії та, зокрема, значно скоротила кількість прочан до Галле. Утім, завдяки ініціативі місцевих мешканців чудотворна статуя Діви Марії з Галле не була конфіскована, як більшість церковного майна. З приходом до влади Наполеона, церковні служби відновилися у повному обсязі, зокрема, у 1805 році, на Трійцю, Галле відвідали близько 150 000 осіб. У Першій французькій імперії Галле адміністративно входив до департаменту Діль.

### Сучасність
У XIX–XXI століттях традиція відвідування Галле королівськими особами, зокрема з королівського дому Бельгії, збереглася. Так Галле відвідали король Бодуен I та його дружина королева Фабіола, Бодуенів брат король Альберт II з дружиною Паолою Руффо ді Калабріа. Після весілля принца Філіпа та Матильда, наречена подарувала свій весільний букет собору Галле.
У 1977 році місто Галле разом із сусідніми містечками Бейзінген та Лембек утворили комуну.
15 лютого 2010 року біля Бейзінгена сталася залізнична катастрофа, в якій загинуло 18 осіб.

## Політика
Мер Галле з 2013 року — Дірк Пітерс (партія «Християнські демократи і фламандці»). За законами Бельгії мери комун обираються на п'ятирічний термін.
У раді комуни засідають 33 депутати. За результатами виборів, що відбулися 14 жовтня 2012 року, місця в раді розподілені між партіями отак:
1. «Новий Фламандський альянс» — 12 місць;
2. «Християнські демократи і фламандці» — 9 місць;
3. «Соціалістична партія» — 6 місць;
4. «Відкриті фламандські ліберали і демократи» — 3 місця;
5. «Зелені!» — 1 місце;
6. «Фламандський інтерес» — 1 місце;
7. «Союз франкофонів» — 1 місце.

## Економіка

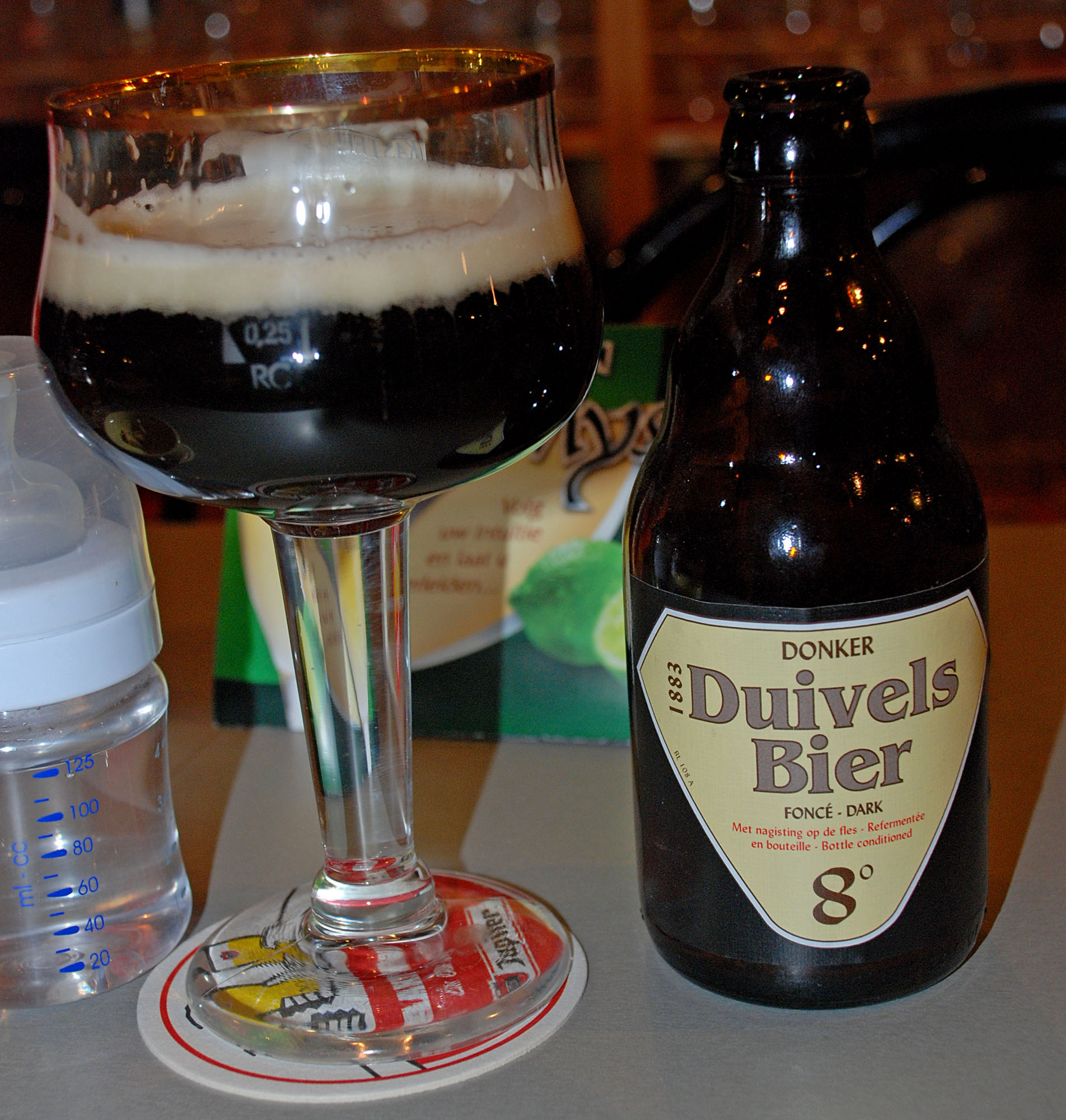
Пиво Duivel та фірмовий келих

У XXI столітті Галле — важливий соціальний та культурний центр регіону, з розвиненою торгівлею, освітою, медициною, державними та соціальними службами (61% працездатних мешканців працюють у сфері послуг).
На території комуни, в Лембеку, розташований головний офіс Colruyt Group, бельгійської мережі гіпермаркетів.

### Відомі продукти
- Пиво Duivel, місцеве пиво, яке тепер вариться на пивоварні Boon у Лембеку.
- Сорт пива ламбік дістав назву від містечка Лембек — частини комуни Галле.

## Інфраструктура

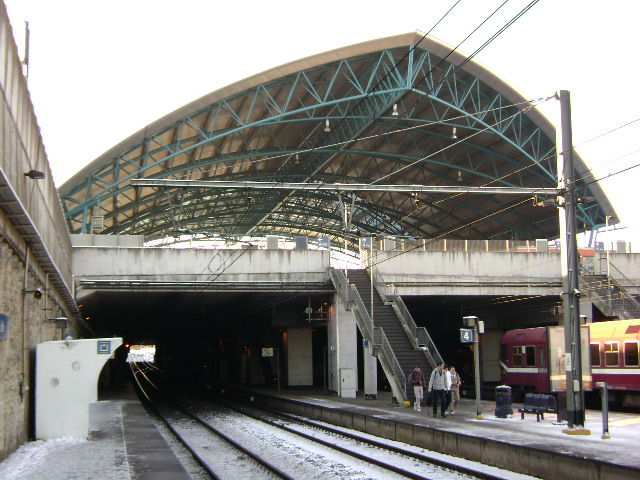
Залізнична станція Галле

У місті Галле є залізнична станція, через яку проходять потяги на Брюссель, Антверпен, Левен, Вілворде та інші міста Бельгії. Перша будівля станції була зведена у 1887 році в стилі неоренесанс архітектором Анрі Фуке, який був автором багатьох інших залізничних станцій. У 1995 році зведено сучасну будівлю станції у стилі хай-тек. У містечках Бейзінген та Лембек теж є залізничні станції.
Біля залізничної станції в Галле розташований автовокзал. 14 автобусних маршрутів з'єднують Галле з Брюсселем, Берселем, Лембеком, Брен-л'Алльо, Тюбізом, Ребеком, Герфелінгеном, Суаньї, Дрогенбосом, Лербеком, Алсембергом, Росдалом, Анг'єном та іншими містами.
На схід від Галле пролягає окружна дорога Брюсселя — R0 або Ring, на півдні — автошлях А8/Е429, який також з'єднується з R0. Ще є кілька регіональних автодоріг — N6 (Брюссель-Галле-Берген-Мобеж (Франція)), N7 (Галле-Ат-Турне-Лілль (Франція)) та N28 (Нінове-Галле-Нівель).

## Населення
Населення Галле має тенденцію до зростання за рахунок переселення сюди франкомовних брюссельців, частка яких досягає 10%. Враховуючи те, що єдина офіційна мова комуни — нідерландська, стосунки між місцевою владою та франкофонами трохи напружені.
Динаміка населення:
- 1991 рік — 32 758 осіб.
- 2006 рік — 34 882 особи.
- 2013 рік — 36 852 особи.

Станом на 1 січня 2014 року населення Галле становило 37 453 особи, з яких чоловіків було 48,59 %, жінок — 51,41 %.
За віком населення розподіляється наступним чином:
- осіб від 0 до 17 років — 20,68 %;
- осіб від 18 до 64 років — 61,35 %;
- осіб старше 65 років — 17,97 %.

Станом на 1 січня 2010 року 5,18 % населення Галле були іноземцями.
Середній дохід на душу населення у 2011 році становив 17 490 €, рівень безробіття станом на січень 2009 року становив 5,36 %.

### Відомі мешканці
- Вальтер Басседжо (1978, Галле) — бельгійський футболіст італійського походження, півзахісник.
- Етьєн Бергманс (1959, Галле) — бельгійський музикант, гітарист.
- Йозеф Бон (1900, Галле — 1957, Гент) — фламандський письменник.
- Ян Бон (1898, Галле — 1960, Уккель) — один з піонерів бельгійського телебачення, у 1929–1939 роках — головний редактор щоденної фламандської газети De Standaard, з 1945 року працював, а згодом очолив Бельгійський національний інститут радіомовлення (Belgisch Nationaal Instituut voor Radio-Omroep).
- Тео де Гелен (1956) — експерт з бойових мистецтв
- Йозеф Кардейн (1882–1967) — кардинал, засновник міжнародної організації Молодих Християнських Робочих. Провів молоді роки в Галле.
- Франс Колрейт (1901, Лембек — 1958, Галле) — засновник корпорації Colruyt Group.
- Йо Колрейт (1928, Лембек — 1994) — син Франса Колрейта, після його смерті очолив Colruyt Group.
- Франс Колрейт (1960, Галле) — теперішній керівник Colruyt Group разом із кузеном Жефом Колрейтом.
- Жеф Колрейт (1958, Галле) — поточний CEO Colruyt Group.
- Юст Ліпсій (1547–1606) — автор першої історичної праці про Галле.
- Адрієн Франсуа Серве (1807, Галле — 1866, Галле) — композитор та віолончеліст.
- Філіп II Сміливий (1342–1404, Галле) — герцог Бургундський, помер у Галле.
- Патрік Де Брейн (1955, Галле) — фламандський письменник детективного жанру.
- Марк Демесмакер (1958, Галле) — фламандський політик.
- Рік Девійє (1944, Галле) — фламандський священик та активіст.
- Ремі Геск'єр (1866–1964) — фламандський музикант-органіст та композитор. Під час Першої світової війни був евакуйований з родиною до Галле, де став спочатку капельмейстером, а в 1917 році — органістом базиліки святого Мартіна. Заснував музичну і танцювальну групу De Zingende Meisjes van Halle («Співучі дівчата з Галле»). У 1945 році переїхав до Брюгге.
- Отто-Ян Гам (1978, Ейндговен) — голландський теле- та радіоведучий, жив у Галле.
- Франсуа Госсенс — один з убивць відомого бельгійського політика та комуніста Жюльєна Ляо.
- Гіслен Лорей (1924, Галле — 1995) — фламандський поет.
- DJ Massiv, справжнє ім'я — Кевін Вандейк (1984, Галле) — бельгійський ді-джей.
- Мішель Массо (1960, Галле) — бельгійський джазовий музикант, тубіст і тромбоніст.
- Жорж Нелі (1886, Галле — 1929) — піонер бельгійської авіації.
- Еву П'єрро (1978, Галле) — бельгійський піаніст.
- Берт Росемс (1972, Галле) — бельгійський велосипедист.
- Ів Сегерс (1971, Галле) — бельгійський співак.
- Вім Саутар (1974, Галле) — фламандський співак.
- Сільвен Так (1934, Бейзінген — Оденбург, 2006) — діяч шоу-бізнесу, видавець.
- Луї Тевене (1874, Брюгге — 1930, Галле) — бельгійський художник.
- Теофіл Вангоф (1905–1956) — бельгійський художник.
- Пітер Ван Лат (1967, Галле) — співак.
- Фернан Віктор Туссен ван Буларе (1875–1947) — фламандський поет і прозаїк. У його творах фігурує Галле.
- Ян ван ден Веге (1920, Галле — 1988, Аттенговен) — фламандський поет і прозаїк.
- Кун Ваутерс (1967, Галле) — фламандський співак і телеведучий.
- Кріс Ваутерс (1964, Галле) — фламандський співак і музикант.
- Ян Вангоф (1948) — художник і музикант.

## Культура
Щороку, в середині Великого Посту, у місті проводиться триденний карнавал, під час якого проходять численні виступи яскраво прикрашених карнавальних платформ, музичних та танцювальних гуртів. Карнавал у Галле справляють з 1905 року. Він один з найбільших у Бельгії.
У селищі Лембек у Великодній понеділок відбувається релігійна хода (нід. Sint-Veroonprocessie), під час якої навколо селища проносять святі реліквії.
На свято Трійці в Галле кожні два роки відбувається релігійна хода із статуєю Чорної Мадонни з Галле.
Кожної першої неділі вересня в Галле відбувається фестиваль Kermestalle. Він триває три дні, уперше святкувався в 2008 році.
З 2000 року кожної третьої неділі місяця в Галле, на Гроте-Маркт, збирається блошиний ринок та ринок антикваріату.
Також щороку навесні ліс біля Галле (Галлебос) привертає багатьох відвідувачів — протягом кількох тижнів земля в лісі щільно вкривається килимом із фіолетово-синіх пролісків.

## Галле в мистецтві
- Головний персонаж популярного бельгійського кримінального серіалу Witse працює в поліції Галле.
- Центральна площа Галле, Гроте-Маркт, показана у фламандських серіалах «Café Majestic» та «Ramona».
- Місто Галле згадується у віршах бельгійський поетів Герта Вангассела (нід. Geert Vanhassel) та Ріка Ваутерса (нід. Rik Wouters).

## Визначні споруди

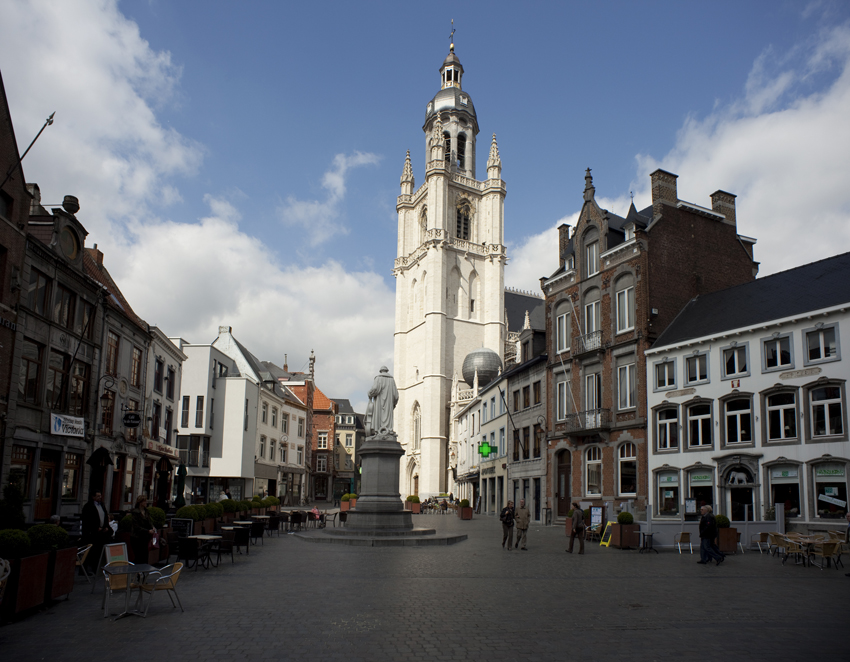
Площа Гроте-Маркт. На задньому плані — базиліка святого Мартіна

Центральна площа старої частини міста має назву Гроте -аркт (нід. Grote Markt) або Великий Ринок, бо в Середньовіччя це була головна торговельна площа міста. Тут розташовані базиліка Святого Мартіна (нід. Sint-Martinusbasiliek) та будинок міської ради (ратуша).
Базиліка Святого Мартіна (Sint-Martinusbasiliek) відома ще як Готична церква Святої Діви Марії. Будівництво собору почалося у 1341 році, закінчилося у 1410 році. Освячена 25 лютого 1410 року П'єром д'Альї, архієпископом Камбре. Церква споруджена в стилі високої готики та з XIV–XV століть була популярним паломницьким центром. Тут знаходиться шанована чудотворна статуя Діви Марії, відома як Чорна мадонна. За легендою, чорний колір статуї обумовлений брудом від пороху релігійних війн XVII століття. У дзвіниці церкви розташований карильйон з 54 дзвонів та ліхтар XVII століття. В портиках залишилися гарматні ядра, якими обстрілювали церкву протягом облог у 1489 та 1580 роках. Усередині церкви зберігся гріб та портрет мертвонародженого сина короля Людовіка XI, похованого тут у 1460 році.
Ратуша, розташована на східній частині площі, зведена у 1616 році. Перед ратушею стоїть пам'ятник уродженцю Галле, композитору Адрієну-Франсуа Серве.
Ще з-поміж старовинних будівель виділяється колишній коледж єзуїтів, зведений у 1650 році, у якому тепер Академія музики й танцю Південно-Західного Брабанта.

### Галерея

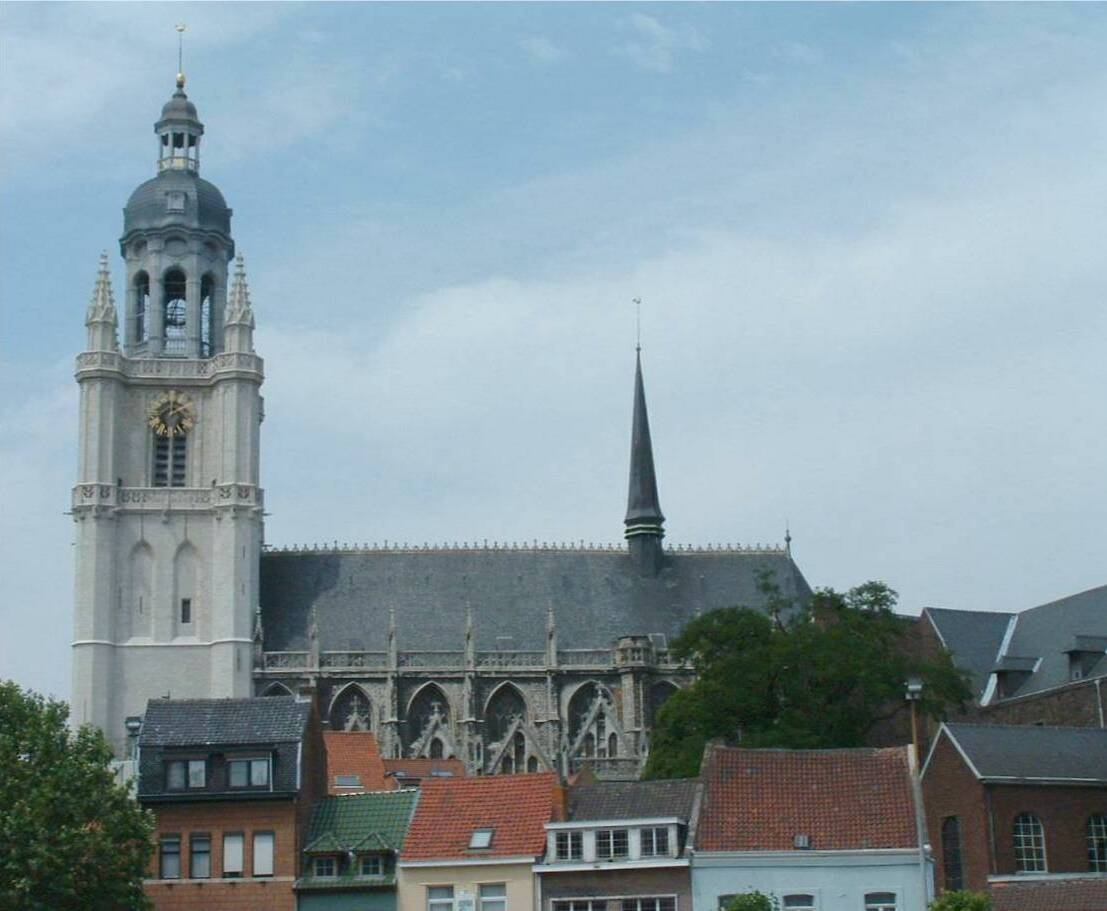
Базиліка святого Мартіна
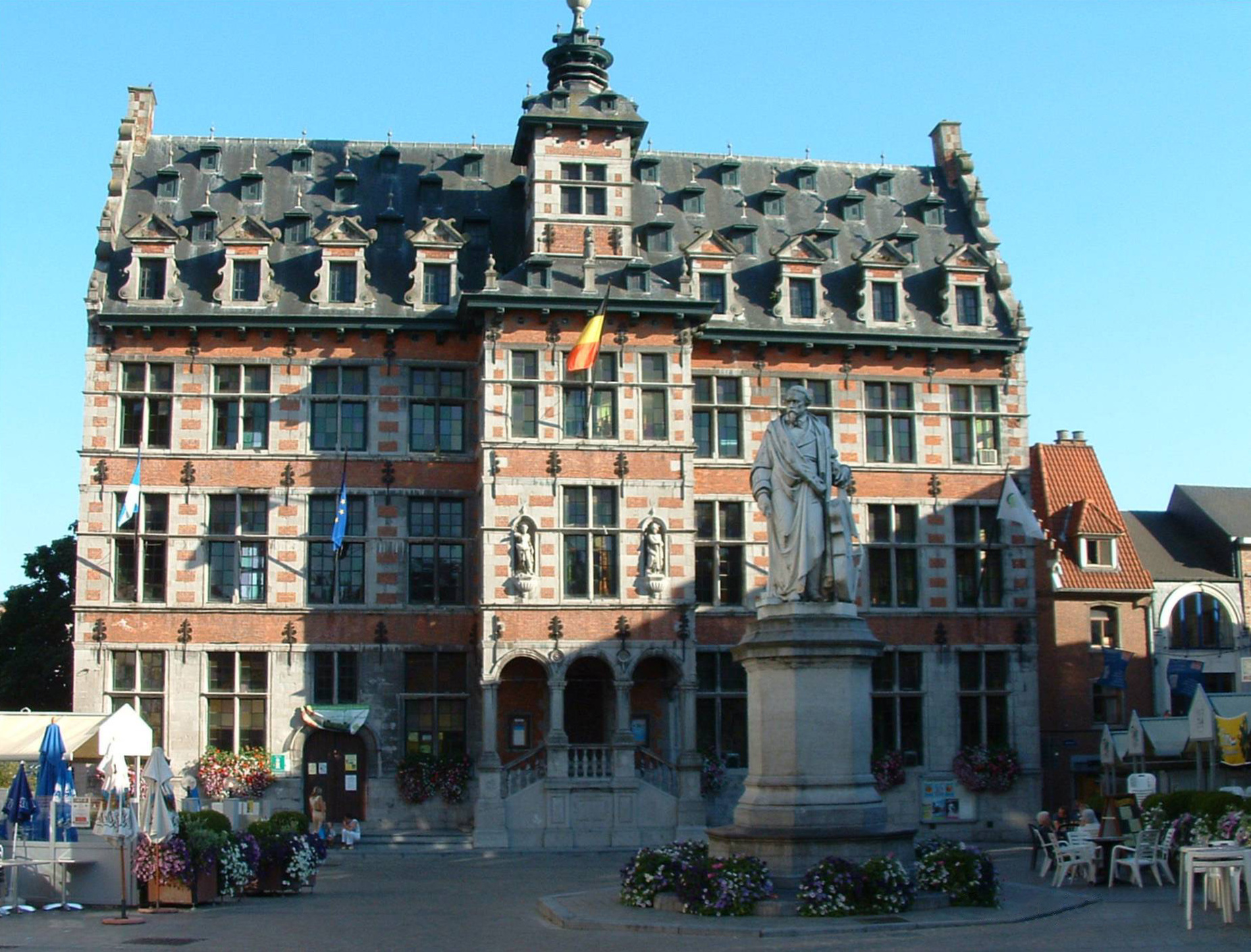
Будинок ратуші
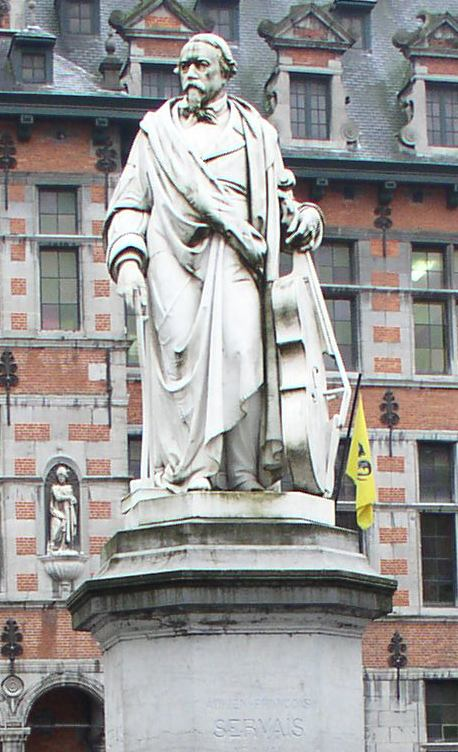
Пам'ятник композитору Серве
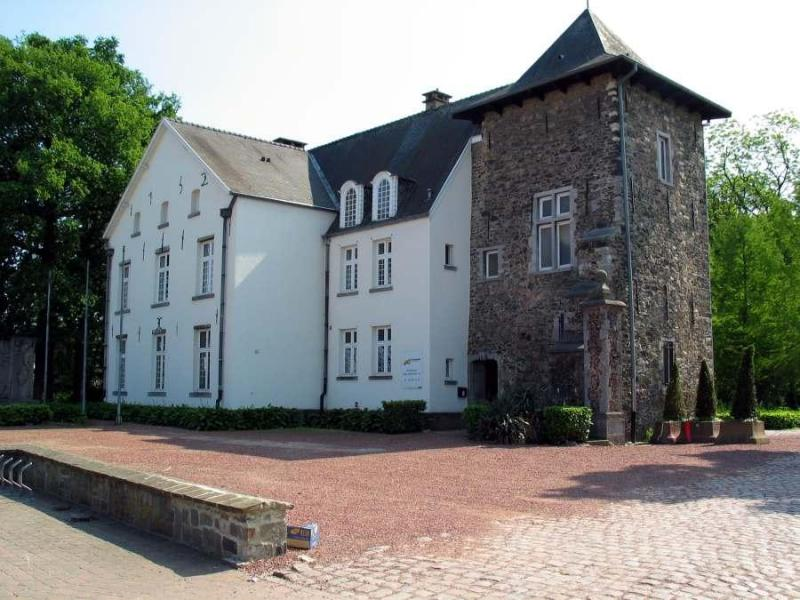
Замок у Бейзінгені
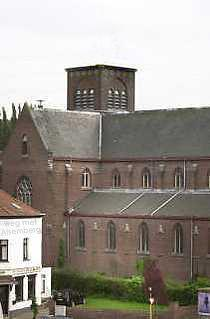
Церква в Бейзінгені
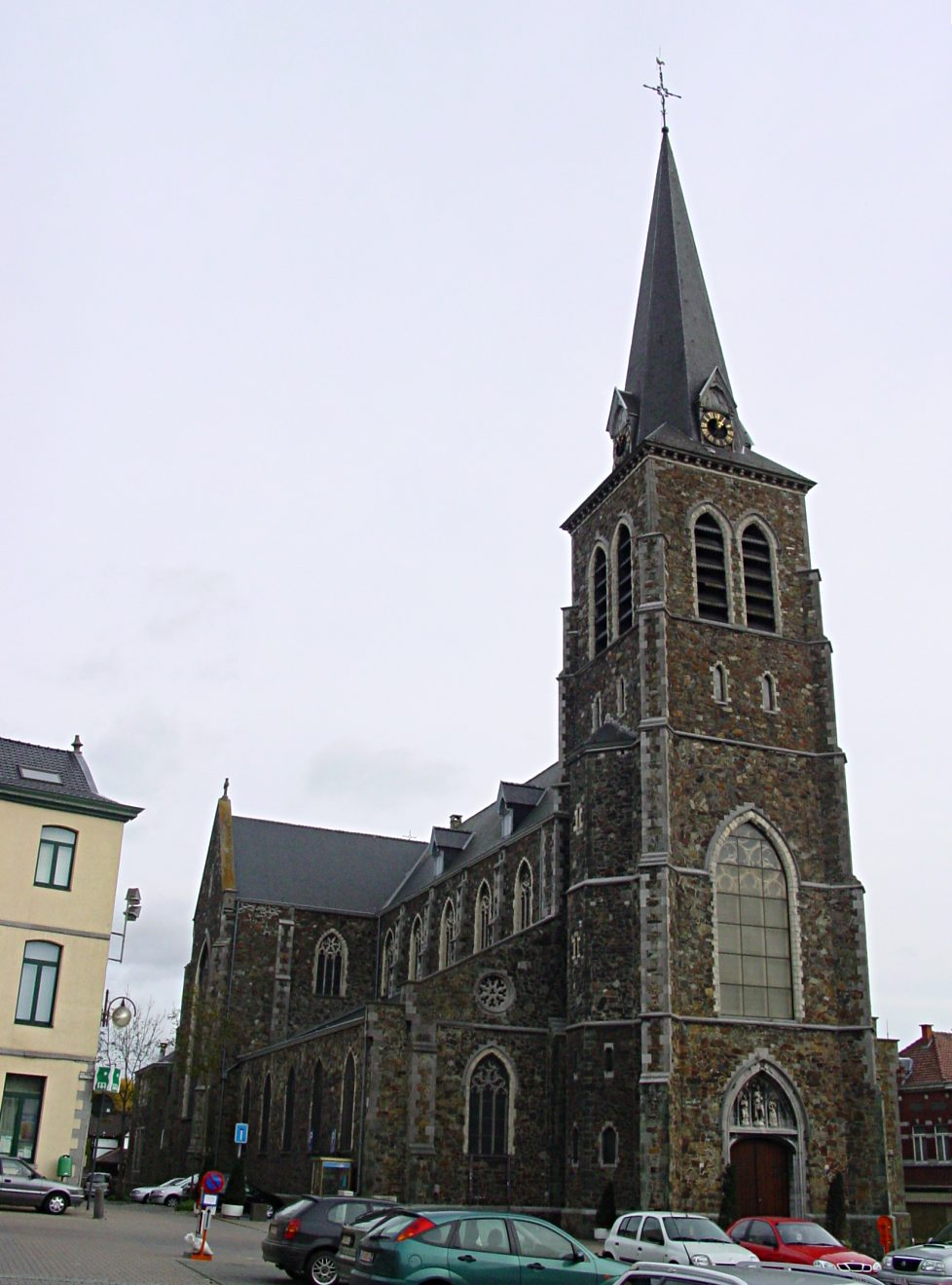
Церква в Лембеку
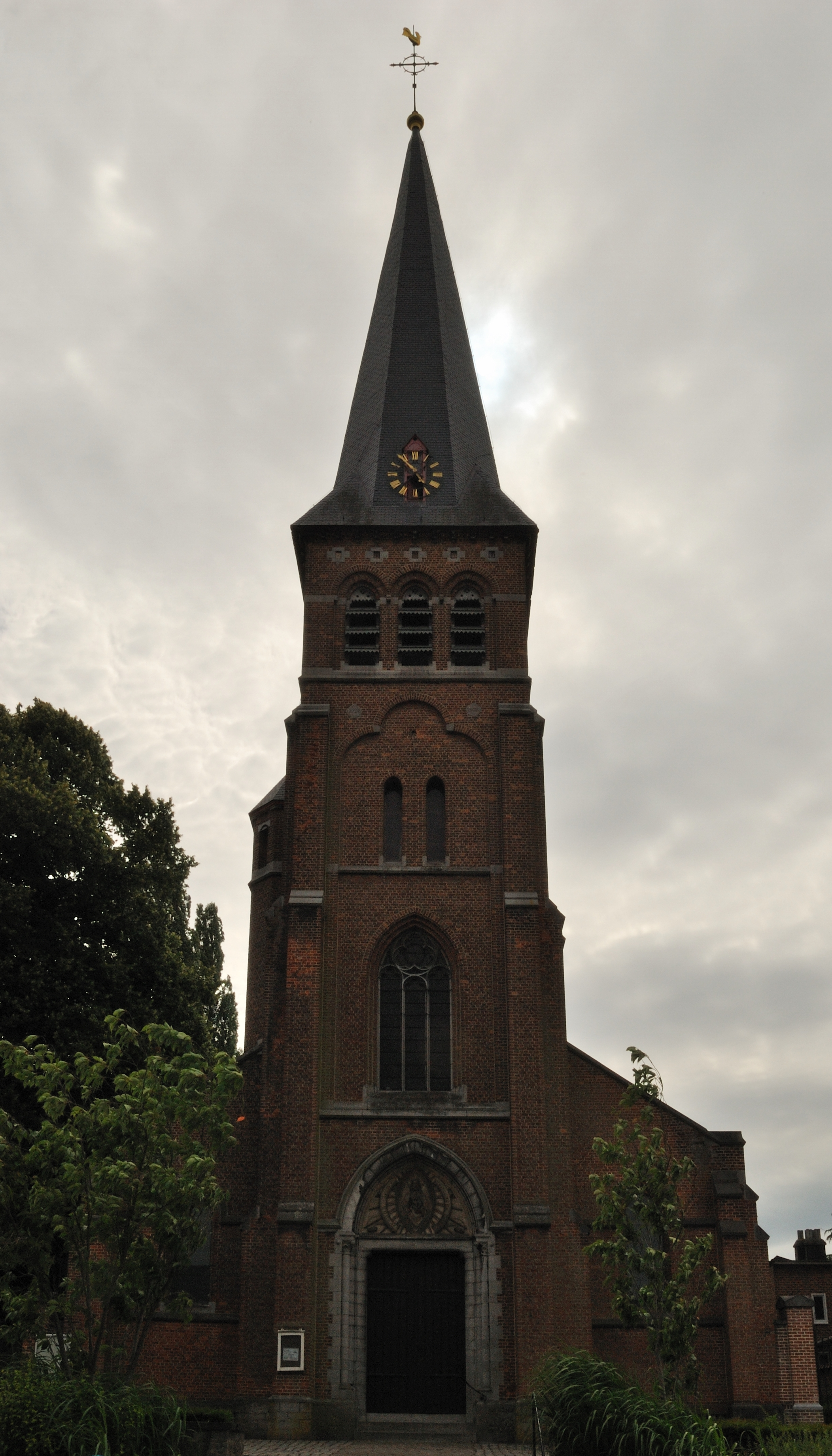
Церква в Бредгауті

## Міста-побратими
- Верль,  Німеччина
- Муво,  Франція
- Кадань,  Чехія